# 御津町 (愛知縣)
御津町（日语：／ Mito chō */?）為愛知縣寶飯郡的町，已於2008年1月15日併入豐川市。